# العلاقات الإيرانية الصينية
العلاقات الإيرانية الصينية هي العلاقات الثنائية التي تربط بين جمهورية إيران الإسلامية وجمهورية الصين الشعبية. وتشمل الجوانب السياسية والاقتصادية والثقافية والاستراتيجية. تعود جذور هذه العلاقات إلى قرون من التبادل الثقافي والتجاري عبر طريق الحرير، منذ ما لا يقل عن عام 200 قبل الميلاد، وربما قبل ذلك بكثير.
ومنذ قيام الثورة الإسلامية في إيران عام 1979، شهدت العلاقات بين البلدين تطورًا ملحوظًا، خاصة في ظل التقاء المصالح الجيوسياسية والاقتصادية. وقد تعزز هذا التعاون في العقود الأخيرة ليشمل مجالات متعددة، بما في ذلك الطاقة، والبنية التحتية، والدفاع، والتكنولوجيا. وتعتبر الصين اليوم أحد أبرز الشركاء التجاريين لإيران، فيما تنظر طهران إلى بكين كقوة عالمية صاعدة وحليف محتمل في مواجهة الضغوط الغربية.
بالرغم من الطابع العام للشراكة الاستراتيجية بين إيران والصين، تشهد العلاقات بين البلدين تباينات دورية في بعض القضايا الإقليمية والدبلوماسية، تعكس اختلافاً في الأولويات والمصالح الجيوسياسية. من أبرز مظاهر التوتر الموقف الصيني من قضية الجزر الثلاث المتنازع عليها في الخليج العربي - طنب الكبرى، طنب الصغرى، وأبو موسى - حيث دعمت الصين في أكثر من مناسبة دعوات دولة الإمارات العربية المتحدة إلى تسوية سلمية للنزاع، وهو ما أثار تحفظات رسمية من الجانب الإيراني، الذي اعتبر هذا الموقف مناقضاً للشراكة الاستراتيجية بين البلدين.

## التاريخ
تشير العلاقات الصينية الفارسية إلى العلاقات التاريخية الدبلوماسية والثقافية والاقتصادية بين حضارتي الصين الداخلية وإيران العظمى، والتي يعود تاريخها إلى عهود سحيقة منذ عام 200 قبل الميلاد على أقل تقدير. امتلكت الإمبراطوريتان الفرثية والساسانية (اللتان احتلتا معظم ما هو اليوم إيران وآسيا الوسطى) صلاتٍ عديدة مع سلالات هان وتانغ وسونغ ويوان ومينغ. لقرون من الزمن ارتبطت الحضارتان القديمتان في آسيا اقتصاديًا وثقافيًا بشكل أكبر عبر طريق الحرير. واتحدت الحضارتان أيضًا لفترة وجيزة تحت حكم إمبراطورية المغول. 

### عهد سلالة هان-الفرثي
قدّم رائد سلالة هان جانغ شيان، الذي زار إقليمي باختر وبلاد الصغد المجاورة في عام 126 قبل الميلاد، أول تقرير صيني معروف عن الإمبراطورية الفرثية. في تقرير شيان تُسمّى فرثيا «أنشي»، وهي الترجمة الحرفية لـ«أَرشَكي»، اسم السلالة الفرثية. يعرّف جانغ شيان فرثيا بشكل واضح على أنها حضارة حضرية متقدمة، ويساويها في تطورها مع حضارتي دايوان (في فيرغانة) وداكسيا (في باختر).
«تقع أنشي غرب إقليم يوزي العظمى (في بلاد ما وراء النهر) بآلاف الأميال الصينية. استقر البشر على اليابسة وحرثوا الحقول وزرعوا الأرز والقمح. وصنعوا النبيذ أيضًا من العنب. امتلكوا أيضًا مدنًا مسوّرة مثل شعب دايوان (فرغانة)، ويحتوي الإقليم على مئات المدن بمساحاتٍ مختلفة. صُنعت عملات البلد من الفضة وحملت وجه الملك. عند وفاة الملك، كانت العملة تُغيّر على الفور وتُصدر عملة جديدة مع وجه خلَفه. يحتفظ الناس بالسجلات عن طريق الكتابة على شرائط أفقية من الجلد. تقع تياوزي (بلاد ما بين النهرين) في الغرب وتقع يانكاي وليشوان (هيركانيا) في الشمال». (شيجي، 123، اقتباس جانغ شيان، ترجمة بورتون واتسون). 
بعد سفر جانغ شيان وتقريره، غزت سلالة هان دايوان في حرب هان دايوان وأسست مقاطعة الأقاليم الغربية، وبذلك فتحت طريق الحرير. ازدهرت العلاقات التجارية بين الصين وآسيا الوسطى وفرثيا، إذ أُرسلت العديد من البعثات الصينية طوال القرن الأول قبل الميلاد:
«اشتملت أضخم تلك البعثات إلى الدول الأجنبية على مئات الأشخاص، في حين اشتملت حتى أصغر الجماعات على ما يزيد عن 100 عضو. خلال عام واحد أرسل من أي مكان ما بين 5 أو 6 حتى 10 جماعات». (شيجي، ترجمة بورتون واتسون).
يبدو أن الفرثيين كانوا عاقدي العزم على الحفاظ على علاقاتٍ جيدة مع الصين وأرسلوا بعثاتهم أيضًا، وبدأ ذلك في عام 110 قبل الميلاد تقريبًا: «حين زار مبعوث سلالة هان مملكة أنشي (فرثيا) للمرة الأولى، أرسل ملك أنشي مجموعة من 20 ألف فارس للقائهم على الحدود الشرقية للمملكة ... وحين انطلق مبعوثو سلالة هان مرة أخرى للعودة إلى الصين، أرسل ملك أنشي مبعوثين خاصين لمرافقتهم ... كان الإمبراطور سعيدًا بذلك». (شيجي، 123، ترجمة بورتون واتسون).
لعب الفرثيون أيضًا دورًا في الإرسالات البوذية من آسيا الوسطى إلى الصين عبر طريق الحرير. ذهب آن شيه كاو، أحد النبلاء الفرثيين ومبشر بوذي، إلى العاصمة الصينية لويانغ في عام 148م حيث أقام معابد وأصبح أول من يترجم الكتب البوذية المقدسة إلى الصينية. أصبحت مملكة كوشان الفارسية مفترق طرق للإرسالات البوذية الصينية الهندية، إذ ترجم العديد من الإيرانيين السوترات السنسكريتية إلى الصينية.

### العهد الساساني
حافظت الإمبراطورية الساسانية، مثل أسلافها الفرثيين، على علاقاتٍ خارجية نشطة مع الصين، وكثيرًا ما سافر سفراء بلاد فارس إلى الصين. سجلت الوثائق الصينية 13 بعثة ساسانية إلى الصين. تجاريًا، كانت التجارة البرية والبحرية مع الصين مهمةً لكل من الإمبراطوريتين الساسانية والصينية. عُثر على أعداد كبيرة من العملات المعدنية الساسانية في جنوب الصين، مما يؤكد وجود التجارة البحرية.
أرسل الملوك الساسانيون في مناسبات عديدة أكثر الموسيقيين والراقصين الفارسيين موهبةً إلى البلاط الإمبراطوري الصيني. استفادت الإمبراطوريتان من التجارة على طول طريق الحرير، وتقاسمتا مصلحةً مشتركة في الحفاظ على تلك التجارة وحمايتها. وتعاونتا على حراسة الطرق التجارية عبر آسيا الوسطى. بنَت كلتا الإمبراطوريتين بؤرًا استيطانية في المناطق الحدودية بهدف الحفاظ على أمن القوافل من القبائل البدوية وقطاع الطرق.
خلال حكم سلالة ليانغ في الصين، في عام 547 دفعت بعثة فارسية الخراج لأسرة ليانغ، سجلت نشأة الكهرمان في بلاد فارس من قبل ليانغ شو (كتاب ليانغ).
توجد سجلات عن عدة جهود صينية وساسانية مشتركة ضد الهياطلة عدوهم المشترك. بعد التعديات التي قام بها الترك البدو على ولاياتٍ في آسيا الوسطى، أفضى تعاون واضح بين القوات الصينية والساسانية إلى صد تقدم الترك. تشير أيضًا وثائق من جبل مونغ إلى وجود جنرال صيني في خدمة ملك بلاد الصغد وقت الغزو الصيني. 
فرّ آخر أفراد العائلة المالكة للإمبراطورية الساسانية إلى الصين التي كانت تحت حكم أسرة تانغ. في أعقاب غزو العرب المسلمين لإيران، هرب بيروز الثالث، ابن يزديغيرد الثالث، مع عدد من النبلاء الفارسيين ولجأوا إلى البلاط الإمبراطوري الصيني. مُنح كل من بيروز وابنه نارسيه (بالصينية نيه شي) ألقابًا عليا في بلاط أسرة تانغ. في مناسبتين على الأقل آخرها ربما في عام 670، أُرسلت قوات صينية مع بيروز لمساعدته ضد العرب بهدف استعادة العرش الساساني، الأمر الذي أسفر عن نتائج مختلطة. انتهت إحداهما بحكم وجيز لبيروز في سيستان (ساكيستان) بقي منه أدلة قليلة من القطع النقدية. نال نارسيه في ما بعد منصب قائد الحرس الإمبراطوري الصيني وعاش أحفاده في الصين كأمراء يحظون بالاحترام.

### تانغ والعصر الذهبي الإسلامي
بعد الفتح الإسلامي لبلاد فارس، تواصل ازدهار بلاد فارس خلال العصر الذهبي الإسلامي، واستمرت علاقاتها مع الصين. في عام 751، كانت الخلافة العباسية، التي حكمت بلاد فارس، في نزاع مع سلالة تانغ الصينية على السيطرة على إقليم سير داريا خلال معركة نهر طلاس. كان زيد بن صالح، الفارسي، قائد الجيش العباسي، وكان قادة جيش تانغ جاو كزيانزهي، كوري غوغوري، إلى جانب لي سي ودوان شوشي الصينيَين. تحسنت العلاقات بعد انتصار العباسيين في المعركة، وانتهت الصراعات بين الصين والفارسيين.
صُدّرت الزرادشتية وبولو إلى أسرة تانغ.

### سلالة يوان المغولية
جُنّد عدد كبير من جنود آسيا الوسطى والفارسيين والخبراء والحرفيين من قبل سلالة يوان الصينية في الإمبراطورية المغولية. شغل بعضهم، والذين عُرفوا باسم سيمو («مجموعة متنوعة من الموظفين»)، مناصب رسمية هامة في إدارة مقاطعة يوان. كان سيد أجال شمس الدين عمر أحد أشهر المستوطنين من بلاد فارس، والذي عُرّف بأنه سلف العديد من سلالات هوي الصينية وسكان بانثاي هوي التابعة لمقاطعة يونان. كان زهينغ هي سليله الأشهر والذي أصبح أشهر رائدي سلالة مينغ. خلال فترة سلالة يوان المغولية كانت اللغة الفارسية هي اللغة المشتركة في آسيا الوسطى، وهاجر العديد من الفرس وسكان آسيا الوسطى إلى الصين.

## مقارنة بين البلدين
هذه مقارنة عامة ومرجعية للدولتين:
| وجه المقارنة                                              | الصين                    | إيران                    |
| --------------------------------------------------------- | ------------------------ | ------------------------ |
| المساحة (كم2)                                             | 9.60 مليون               | 1.65 مليون               |
| عدد السكان (نسمة)                                         | 1.33 مليار               | 79.97 مليون              |
| الكثافة السكانية (ن./كم²)                                 | 138.54                   | 48.47                    |
| العاصمة                                                   | بكين                     | طهران                    |
| اللغة الرسمية                                             | اللغة الصينية القياسية   | لغة فارسية               |
| العملة                                                    | رنمينبي                  | ريال إيراني              |
| الناتج المحلي الإجمالي (بليون دولار)                      | 12.24 تريليون            | 439.51 مليار             |
| الناتج المحلي الإجمالي (تعادل القوة الشرائية) بليون دولار | 19.82 تريليون            | 1.36 تريليون             |
| الناتج المحلي الإجمالي الاسمي للفرد دولار أمريكي          | 8.03 ألف                 |                          |
| الناتج المحلي الإجمالي للفرد دولار أمريكي                 | 13.21 ألف                |                          |
| مؤشر التنمية البشرية                                      | 0.728                    | 0.766                    |
| رمز المكالمات الدولي                                      | +86                      | +98                      |
| رمز الإنترنت                                              | .cn، .中国 ‏، .中國 ‏      | .ir،                     |
| المنطقة الزمنية                                           | توقيت الصين، ت ع م+08:00 | ت ع م+03:30، توقيت إيران |

## مدن متوأمة
في ما يلي قائمة باتفاقيات التوأمة بين مدن صينية وإيرانية:
- ترتبط أورومتشي مع مشهد باتفاقية توأمة منذ 2004.[20][20]
- ترتبط بكين مع طهران باتفاقية توأمة منذ 14 مارس 1979.
- ترتبط تشونغتشينغ مع شيراز باتفاقية توأمة منذ 1982.
- ترتبط شيان مع أصفهان باتفاقية توأمة منذ 10 مايو 1974.

## منظمات دولية مشتركة
يشترك البلدان في عضوية مجموعة من المنظمات الدولية، منها:
| علم المنظمة | اسم المنظمة                                                | تاريخ انضمام الصين | تاريخ انضمام إيران |
| ----------- | ---------------------------------------------------------- | ------------------ | ------------------ |
|             | وكالة ضمان الاستثمار متعدد الأطراف                         | 30 أبريل 1988      | 15 ديسمبر 2003     |
|             | منظمة الشرطة الجنائية الدولية                              | ?                  | ?                  |
|             | منظمة حظر الأسلحة الكيميائية                               | ?                  | ?                  |
|             | الفريق المعني برصد الأرض                                   | ?                  | ?                  |
|             | الأمم المتحدة                                              | 25 أكتوبر 1971     | 24 أكتوبر 1945     |
|             | العملية المشتركة للاتحاد الأفريقي والأمم المتحدة في دارفور | ?                  | ?                  |
|             | مؤسسة التمويل الدولية                                      | 15 يناير 1969      | 28 ديسمبر 1956     |
|             | يونسكو                                                     | 4 نوفمبر 1946      | 6 سبتمبر 1948      |
|             | مؤسسة التنمية الدولية                                      | 24 سبتمبر 1960     | 10 أكتوبر 1960     |
|             | البنك الدولي للإنشاء والتعمير                              | 27 ديسمبر 1945     | 29 ديسمبر 1945     |
|             | المنظمة الهيدروغرافية الدولية                              | ?                  | ?                  |
|             | الاتحاد البريدي العالمي                                    | ?                  | ?                  |

## أعلام
هذه قائمة لبعض الشخصيات التي تربطها علاقات بالبلدين:
- هو داهاي ( – 1362)

## نقاط الخلاف بين إيران والصين
في يونيو/ حزيران 2024، أدى صدور بيان مشترك بين الصين والإمارات العربية المتحدة، تضمّن دعوة إلى حلّ سلمي لقضية الجزر الثلاث المتنازع عليها في الخليج - طنب الكبرى، طنب الصغرى، وأبو موسى - إلى توتر دبلوماسي بين الصين وإيران. تعود جذور النزاع إلى عام 1971، عندما سيطرت إيران على الجزر الثلاث عقب انسحاب القوات البريطانية من الخليج، بينما تعتبرها الإمارات جزءاً من أراضيها، وتطالب بإعادتها عبر القنوات الدولية.
ردّت إيران على الموقف الصيني باستدعاء السفير الصيني في طهران، ووصفت دعم بكين المتكرر لمطالب الإمارات بأنه "ادعاءات لا أساس لها"، معربة عن استغرابها من هذا الموقف في ظل ما تصفه بـ"العلاقات الاستراتيجية" التي تجمع البلدين. من جهتها، أكدت وزارة الخارجية الصينية تمسكها بما اعتبرته موقفاً "ثابتاً"، داعية الطرفين إلى تسوية الخلاف عبر الحوار والتشاور. كما شددت الصين على أهمية الحفاظ على شراكتها مع إيران، دون أن تشير إلى نية لتعديل موقفها بشأن الجزر المتنازع عليها.

## وصلات خارجية
- موقع وزارة الخارجية الصينية
- موقع وزارة الخارجية الإيرانية